# Бахтіяр (фільм, 1942)
Бахтіяр (азерб. Bəxtiyar) — радянський короткометражний військовий біографічний фільм 1942 року, знятий на Бакинській кіностудії.

## Сюжет
Фільм розповідає про героїзм сміливого сина азербайджанського народу, бійця Бахтіяра Карімова на фронті Німецько-радянської війни.

## У ролях
- Мовсун Санані — Бахтіяр
- Хейрі Амірзаде — німецький офіцер
- Аждар Султанов — епізод
- Алі-Саттар Меліков — листоноша

## Знімальна група
- Режисер — Ага-Рза Кулієв, Аббас Заманов
- Сценарист — Енвер Мамедханли
- Оператор — Мухтар Дадашев, Аскер Ізмайлов